# Albert Praun
Albert Praun foi um general alemão na Segunda Guerra Mundial, tendo assumido o comando de diversas divisões. Nasceu em Staffelstein em 11 de Dezembro de 1894, faleceu em Munique em 3 de Março de 1975.

## Biografia
Albert Praun entrou para o Exército da Baviera em 1913 como um oficial cadete e se tornou um Leutnant num batalhão de sinalização no ano seguinte. Ele continuou a sua carreira militar após o termino da Primeira Guerra Mundial.
Em 1939, obteve a patente de Oberst e comandante do Nachr.Rgt. 696. Foi promovido para Generalmajor em 1 de Agosto de 1942, Generalleutnant em 1 de Fevereiro de 1943 e General der Nachrichtentruppe em 1 de Outubro de 1944.
Durante a guerra, era um comandante de sinalizações (Nachrichtenführer) no comando de grandes unidades: 7º Exército (1 de Fevereiro de 1940), Pz.Gr. Hoth (19 de Maio de 1940), Pz.Gr. Guderian (1 de Junho de 1940 até 6 de Outubro de 1941). Mais tarde assumiu o comando do 4. Pz.Br. (25 de Abril de 1942), 18ª Divisão Panzer e após a 129ª Divisão de Infantaria e 277ª Divisão de Infantaria (respectivamente 24 de Agosto de 1942 e 12 de Abril 1944).
Ele encerrou a guerra como comandante de sinais da OKH. Faleceu em Munique em 3 de Março de 1975.

## Condecorações
Foi condecorado com a Cruz de Cavaleiro da Cruz de Ferro (27 de Outubro de 1943) e a Cruz Germânica em Ouro (7 de Fevereiro de 1943).